# توماس بي. فيتزباتريك
توماس بي. فيتزباتريك (بالإنجليزية: Thomas B. Fitzpatrick)‏ هو طبيب الجلد ‏ أمريكي، ولد في 1919 في ماديسون في الولايات المتحدة، وتوفي في 2003.